# Cora Gamarnik

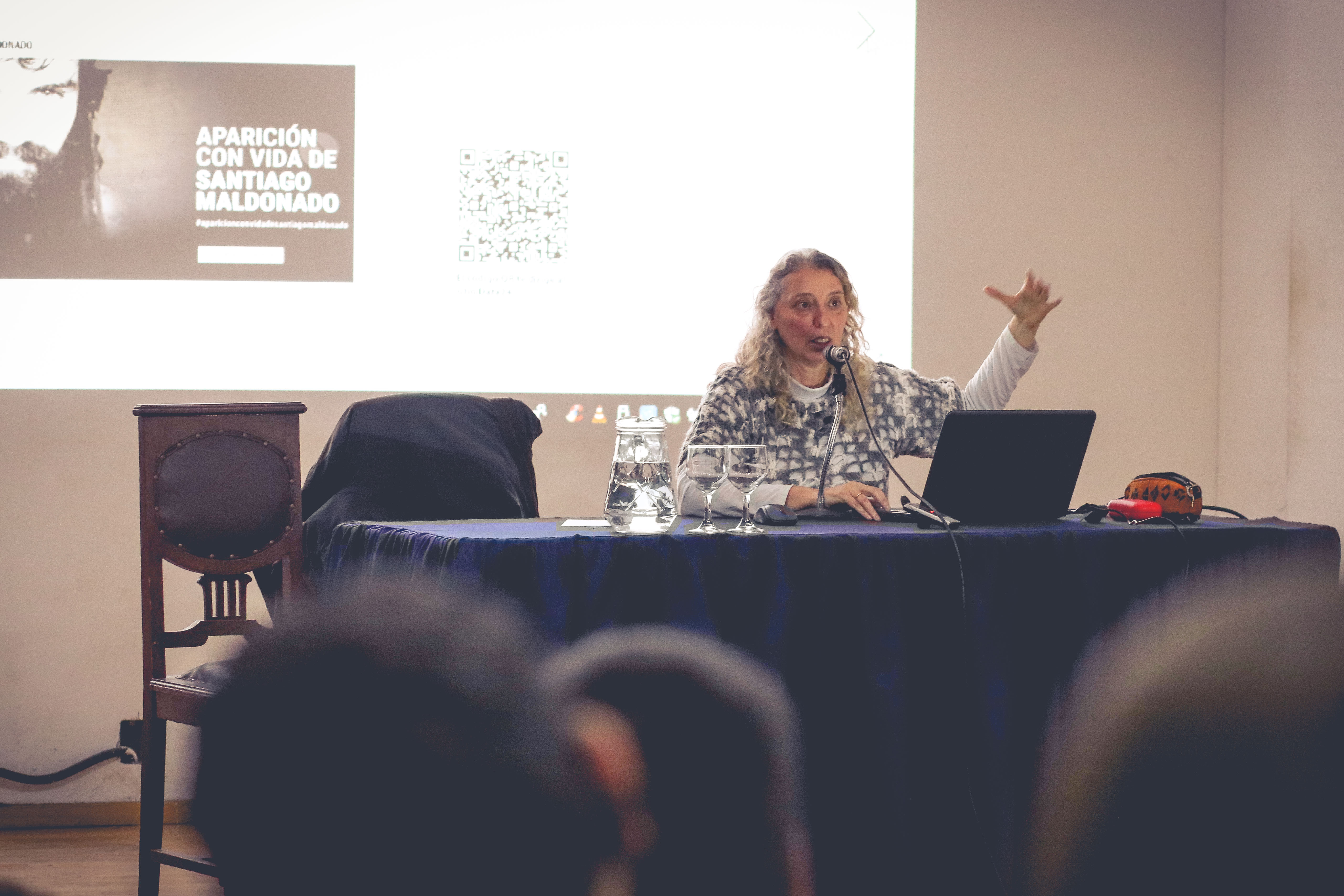
Gamarnik en la conferencia central de la actividad "Hackear la calle" realizada en Paraná, Entre Ríos

Cora Gamarnik (Buenos Aires; 20 de septiembre de 1967) es licenciada en Comunicación Social, doctora en Ciencias Sociales, Docente e investigadora del fotoperiodismo. Actualmente coordina del área de Estudios sobre Fotografía de la Facultad de Ciencias Sociales, UBA.Es investigadora adjunta de Conicet.

## Biografía
Gamarnik es Licenciada en Ciencias de la Comunicación, egresada de la Universidad de Buenos Aires  y doctora en Ciencias Sociales, coordina el Área de Estudios sobre Fotografía de la Facultad de Ciencias Sociales de la misma universidad que a través de diversos seminarios realiza abordajes para rescatar el valor de la fotografía. También es docente de la maestría en Historia Contemporánea de la Universidad Nacional de General Sarmiento. Es parte del comité académico y docente de la Maestría en Estudios sobre Imagen y Archivos Fotográficos de la Universidad Nacional de San Martín.Es codirectora (junto a Ana Longoni) del Grupo de Estudio sobre Arte, Cultura y Política en la Argentina Reciente. Instituto de Investigaciones Gino Germani. Facultad de Ciencias Sociales. UBA. 

## Trayectoria
Cora es una investigadora que estudia la relación entre las imágenes y la historia y en particular la historia del fotoperiodismo en la Argentina. Ha escrito numerosos artículos en revistas nacionales y extranjeras y ha coordinado dosieres especializados analizando la historia de las imágenes, la relación entre fotografía y dictaduras, fotografía, redes sociales y ecología, la historia de fotografías relevantes en el fotoperiodismo en Argentina, y en la actualidad, es una de las pocas científicas en ciencias sociales de la Argentina dedicándose al estudio exhaustivo sobre este tema.
Gamarnik ha realizado trabajos que jerarquizan la relevancia social y política de la fotografía documental en sucesos históricos argentinos desde principios del siglo XX, y hechos destacados como la guerra de Malvinas o la última dictadura militar.

## Libros Publicados
- 2020 - El fotoperiodismo en Argentina. De Siete Días Ilustrados (1965) a la agencia SIGLA (1975)"[19]